# Girlfriend (Billie)
Girlfriend è un singolo discografico della cantante britannica Billie, pubblicato nel 1998 ed estratto dall'album Honey to the B.

## Tracce
CD 1 (UK)
1. Girlfriend (radio mix) – 3:55
2. Love Groove – 4:29
3. Girlfriend (Tin Tin Out mix) – 7:26

CD 2 (UK)
1. Girlfriend (radio mix) – 3:55
2. Girlfriend (D-Influence Real Live mix) – 4:35
3. Girlfriend (Sgt. Rock mix) – 6:17
4. Girlfriend (video) – 3:51